# ACTG2
ACTG2‏ (Actin, gamma 2, smooth muscle, enteric) هوَ بروتين يُشَفر بواسطة جين ACTG2 في الإنسان.